# Siwa (oasi)

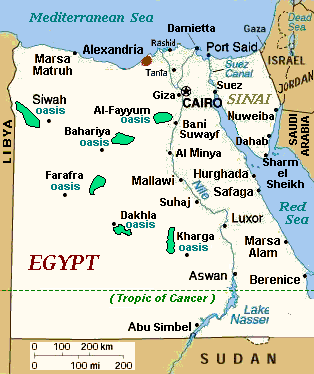
Localizzazione dell'oasi di Siwa

Siwa (toponimo berbero, in caratteri arabi trascritto سيوة, Ammònia in italiano) è un'oasi del deserto libico, che appartiene all'Egitto e si trova a circa 300 chilometri dalla costa del Mar Mediterraneo, nel territorio del governatorato di Matruh, quasi al confine con la Libia. Una strada la collega al capoluogo Marsa Matruh a nord, nonché all'oasi di Bahariya a est.
Situata in una profonda depressione (18 m sotto il livello del mare), Siwa è molto ricca di acque e produce grandi quantità di datteri di ottima qualità. La sua fama deriva principalmente dal suo antico ruolo di sede di un Oracolo di Ammon, le cui rovine sono una popolare attrazione turistica che ha dato all'oasi il suo antico nome di "Oasi di Amon-Ra", una delle principali divinità egizie.

## Descrizione
L'acqua di Siwa viene anche sfruttata da una impresa italo-egiziana che la imbottiglia e la commercializza in gran parte dell'Egitto.

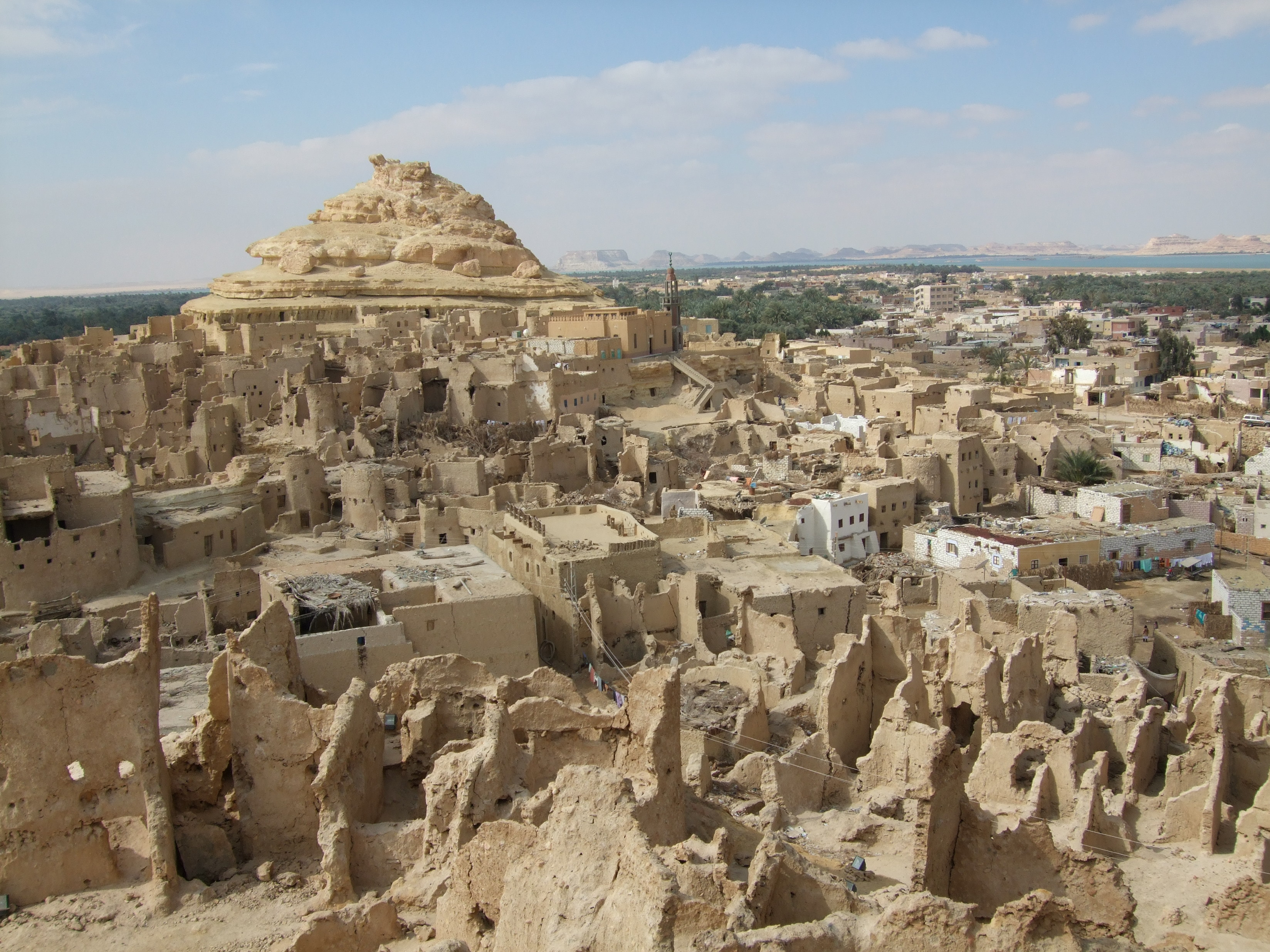
Rovine della città

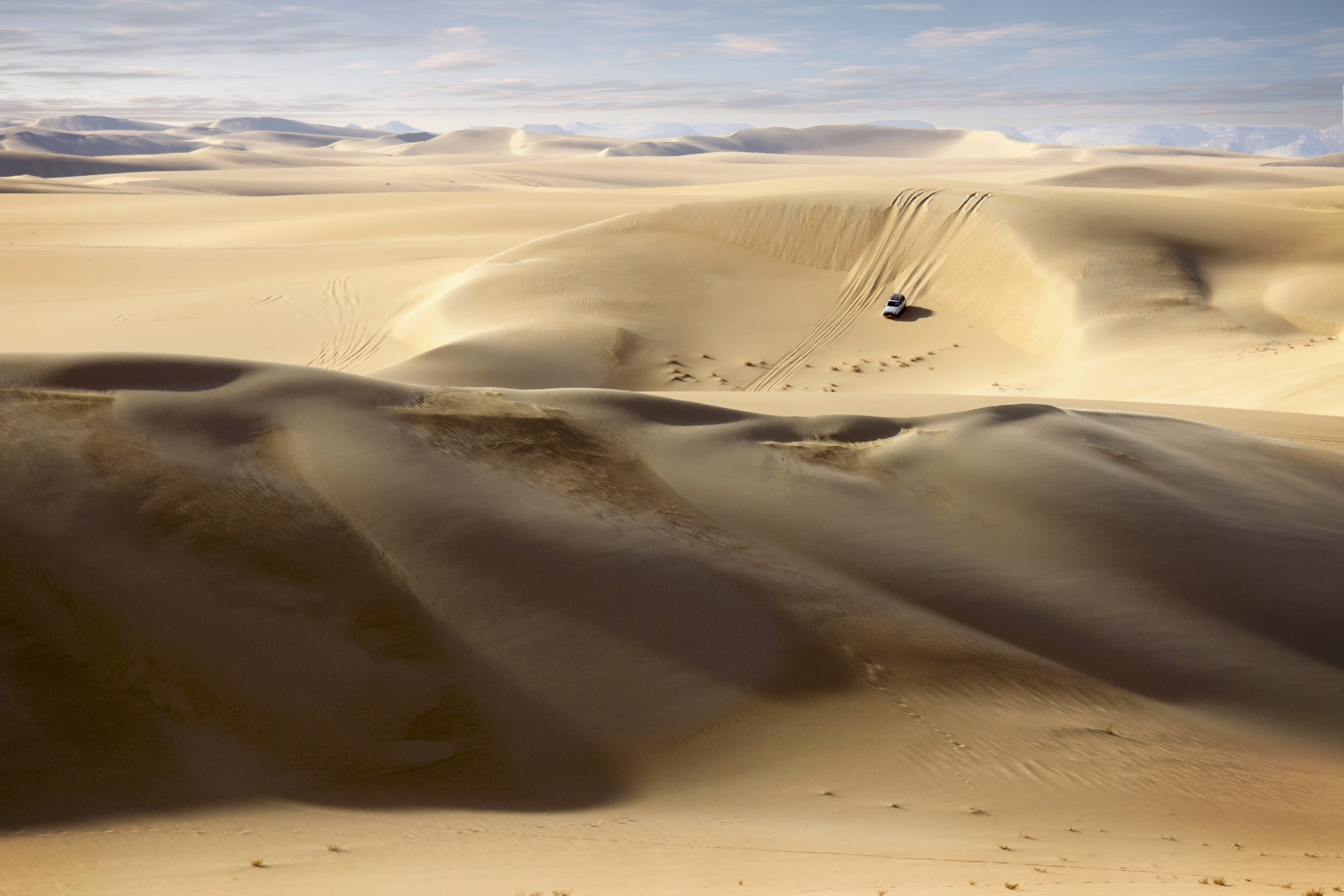
Deserto di Siwa

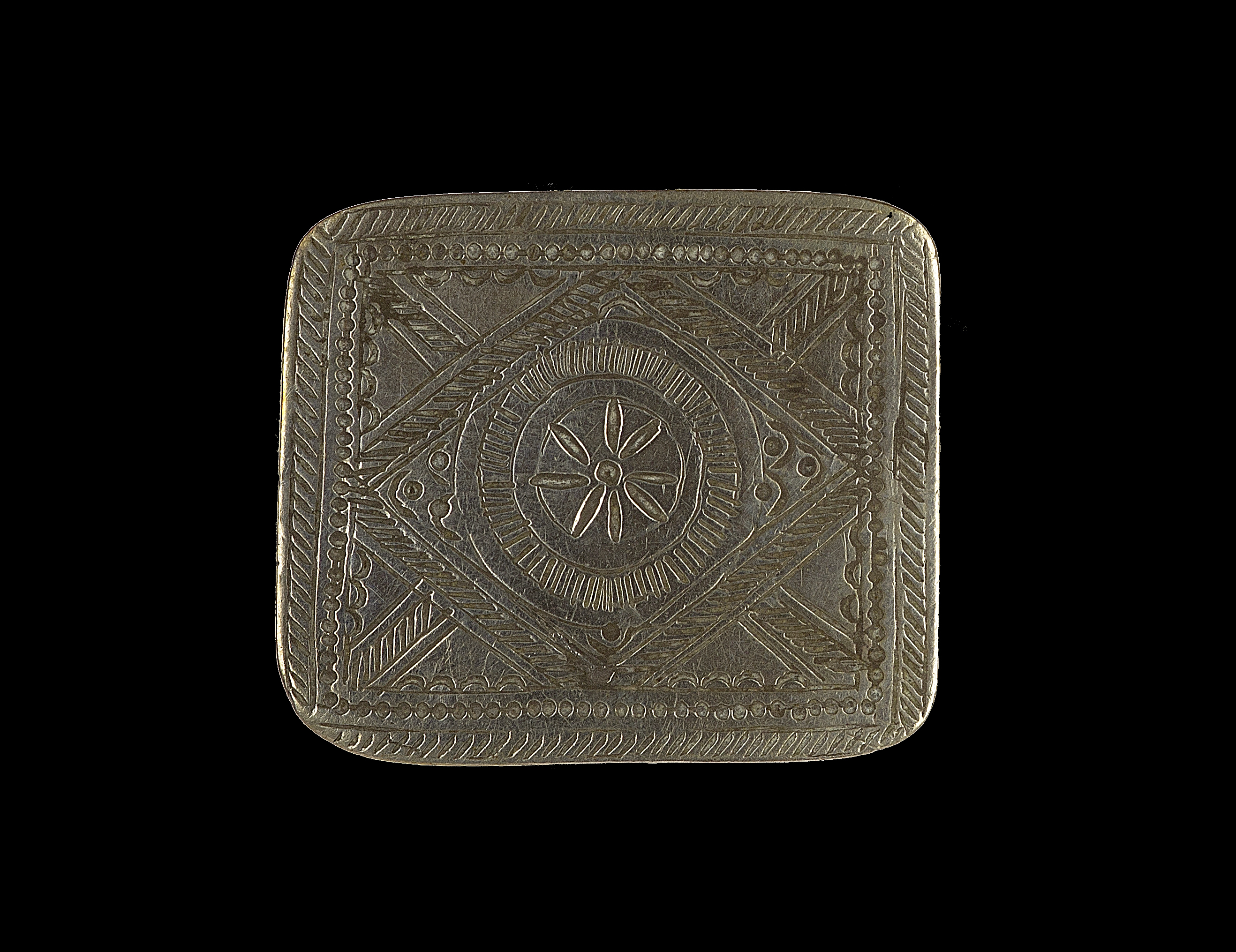
Anello d'argento, tipico dell'oreficeria berbera

La grande ricchezza di acque dell'oasi presenta però il rischio di allagare i terreni coltivati e raggiungere le ampie distese di sale che si trovano ai suoi margini, rendendo sterili i campi. Per questo è necessaria una costante opera di drenaggio delle acque e un assiduo controllo.
Nel 1926 il villaggio di Siwa dovette essere abbandonato dopo tre giorni di piogge ininterrotte: l'acqua aveva reso inabitabili le case costruite in karshif, un fango essiccato impregnato di sale.
L'oasi di Siwa presenta la caratteristica di essere il più estremo punto orientale dove venga parlata la lingua berbera (un tempo essa era diffusa in tutte le oasi del deserto orientale e giungeva fino al delta del Nilo). I suoi abitanti (circa 15.000) sono tutti berberofoni, e persino alcune tribù arabe nomadi che la frequentano (gli Awlad Ali) fanno uso del dialetto berbero locale (siwi) per dialogare con gli oasiti.

## Storia
Nell'antichità Siwa era nota per il tempio dedicato al dio Sole (per gli Egizi Amon), che ospitava un celebre oracolo. Secondo Erodoto, la tribù libica che abitava l'oasi era quella degli Ammonii. Nel VI secolo a.C. il re persiano Cambise II, dopo avere sottomesso l'Egitto, cercò di conquistare l'oasi con un esercito che si perse nel deserto senza più fare ritorno. 
All'oracolo del dio Ammone (assimilato dai Greci a Zeus) si rivolse, tra gli altri, Alessandro Magno, ricevendone vaticini particolarmente favorevoli e la consacrazione a figlio della divinità. Per i grandi vincoli che univano il conquistatore Macedone all'oracolo, molti sostengono che egli abbia scelto di farsi seppellire proprio nell'oasi, e non ad Alessandria, come comunemente si ritiene.
Le prove dell'esistenza del cristianesimo a Siwa sono incerte, ma nel 708 i Siwani resistettero a un esercito islamico e probabilmente non si convertirono fino al XII secolo. Un manoscritto locale menziona solo sette famiglie per un totale di 40 uomini che vivevano nell'oasi nel 1203.
Nel XII secolo, Al-Idrisi la cita come abitata principalmente da berberi, con una minoranza araba; un secolo prima Al-Bakri affermava che vi abitavano solo berberi. Lo storico egiziano Al-Maqrizi si recò a Siwa nel XV secolo e descrisse come la lingua parlata lì "è simile alla lingua degli Zenata".
Il primo europeo a visitarla dall'epoca romana fu il viaggiatore inglese William George Browne, che vi giunse nel 1792 per vedere l'antico tempio dell'Oracolo di Amon. La studiosa Bompiani, nella descrizione dell'esploratore ottocentesco Luigi Robecchi Bricchetti, chiamò questo sito l'"Oasi di Giove Ammone".
Durante la seconda guerra mondiale, nel 1942, per la sua posizione strategica, l'oasi fu teatro di aspre battaglie e venne occupata dal luglio 1942 fino alla seconda battaglia di El Alamein combattuta all'inizio di novembre dello stesso anno, dalla 136ª Divisione "Giovani Fascisti" del Regio Esercito.
Oggi l'abitato di Siwa si stende ai piedi dell'antica cittadella (Shali), dall'architettura molto suggestiva, che però è costruita quasi tutta con materiali salini presi sul luogo, che con l'umidità tendono a sciogliersi, per cui ogni pioggia richiedeva lunghi restauri.

## Società
Una caratteristica della società tradizionale di Siwa era il divieto di sposarsi prima di una certa età imposto alla casta dei nullatenenti (zaggala), impiegati come braccianti nei lavori dei campi. Essi erano costretti a vivere segregati all'esterno dell'abitato, dove conducevano una vita promiscua, istituzionalizzando veri e propri "matrimoni omosessuali". Oggi queste pratiche sono quasi del tutto scomparse, e gli zaggala sono noti soprattutto per le loro canzoni, che allietano ogni festa e vengono anche registrate su cassetta e diffuse nell'oasi e altrove.
Dopo essere stata per tanti anni una località poco raggiungibile, anche per la vicinanza con la Libia, oggi Siwa si sta aprendo al turismo, con ottime prospettive, potendo offrire, oltre ai resti del tempio dell'oracolo e ad altri monumenti di epoca egizia, la sua vegetazione rigogliosa, numerose vasche di acqua dolce sorgiva a diverse temperature per i bagni, e anche sabbie particolarmente indicate per sabbiature curative.

## Media
Nel videogioco Assassin's Creed: Origins Siwa è il luogo di nascita del protagonista, Bayek di Siwa.
Nel videogioco Wolfenstein Enemy Territory la mappa di gioco "Siwa Oasis" ricalca fedelmente l'oasi.
Nel videogioco Sniper Elite 3 la quinta missione è ambientata all'interno dell'oasi.